# Оскар Дієґо Хестідо
Оскар Дієґо Хестідо Посе (ісп. Oscar Diego Gestido Pose 28 листопада 1901, Монтевідео, Уругвай — 6 грудня 1967, там само) — уругвайський військовий і державний діяч, президент Уругваю з 1 березня 1967 року по 6 грудня 1967.

## Життєпис
У 1917 у званні молодшого лейтенанта закінчив військову академію, в 1921 — військове авіаційне училище.
- 1925–1932 — льотчик-інструктор, літав на одномоторному біплані SVA-10, італійського виробництва з Монтевідео до Асунсьйону,
- 1932–1934 — військово-повітряний аташе Уругваю у Франції,
- 1936–1937 — перший директор військового училища аеронавтики,
- 1937–1938 — заступник директора,
- 1938–1946 — генеральний директор Військового управління з аеронавтики. У 1942 отримав звання полковника.
- 1946–1949 — генеральний директор,
- 1949–1951 — голова ради директорів авіакомпанії Pluna, У 1949 отримав звання генерала.
- 1951–1957 — генеральний інспектор Збройних сил Уругваю. У 1957 йде у відставку з військової служби.
- 1957–1959 — голова ради директорів державної залізничної компанії (AFE),
- 1959–1963 — голова Національної комісії з надання допомоги людям, які постраждали від надзвичайних ситуацій,
- 1963–1966 — член Національної Ради Уряду Уругваю від партії Колорадо, в 1967 обраний президентом Уругваю.

Початковий ентузіазм суспільства після прийнятт Конституції 1966 швидко змінився розчаруванням у зв'язку з наростанням соціально-економічної кризи. Хестідо був змушений оголосити про девальвацію песо, введення воєнного стану та взяття під контроль фінансових бірж. Це призвело до виходу з правлячого кабінету п'яти міністрів, один з яких навіть викликав очільника держави на дуель. Наслідки надзвичайних заходів президент оцінити не зміг, оскільки в грудні 1967 раптово помер. Похований на Центральному кладовищі Монтевідео.
Молодший брат Оскара, Альваро Хестідо (1907—1957), був відомим футболістом, чемпіоном світу 1930.